# 세인트데이비드구 (세인트빈센트 그레나딘)

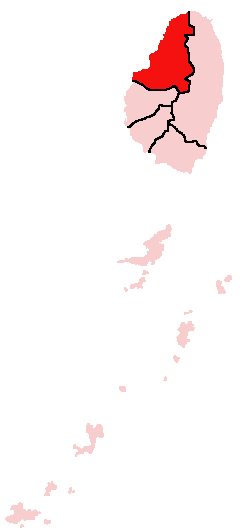
세인트데이비드구의 위치

세인트데이비드구(영어: Saint David Parish)는 세인트빈센트 그레나딘의 구로 행정 중심지는 샤토벨레르이며 면적은 80km2, 인구는 6,700명(2000년 기준)이다. 세인트빈센트섬에 위치한다.